# Savalan Wine Factory
Savalan Wine Factory – jeden z największych producentów wina w regionie Kaukazu Południowego. Znajduje się w rejonie Qabala w Republice Azerbejdżanu.

## Historia
Savalan Wine Factory została założona w grudniu 2006 roku w rejonie Qəbəla w Republice Azerbejdżanu pod marką „ASPI Winery” przez spółkę „ASPI AGRO” LLC. Głównym obszarem działalności firmy była uprawa winogron oraz produkcja wysokiej jakości win.

## Księga Rekordów Guinnessa
18 grudnia 2024 roku beczka wina „SAVALAN – ASPI Winery” została wpisana do Księgi Rekordów Guinnessa jako „Największa drewniana beczka na wino na świecie”. Budowa tej unikalnej beczki trwała prawie pięć lat. W projektowanie i produkcję tego niezwykłego przedsięwzięcia inżynieryjnego zaangażowało się ponad pięćdziesięciu wysoko wykwalifikowanych bednarzy. Ze względu na jej rozmiar nie można było zastosować standardowych zrobotyzowanych linii produkcyjnych, a wszystkie elementy beczki zostały wykonane ręcznie. W czerwcu 2024 roku beczka została zainstalowana na terenie nowo wybudowanego kompleksu muzealnego należącego do winiarni.